# Théo Meurisse
Théobald „Théo“ Meurisse (* 24. Dezember 1933 in Aix-en-Provence; † 14. Mai 1993 in Frankreich) war ein französischer Filmarchitekt.

## Leben
Meurisse hatte in den 1950er Jahren Architektur an der Pariser École des Beaux-Arts studiert. 1961 stieß er zum Film und assistierte in den kommenden sieben Jahren den Szenenbildnern Léon Barsacq, Jean d’Eaubonne, Alexandre Trauner und François de Lamothe.
1969 debütierte er als Chefarchitekt bei Jean-Pierre Melvilles Widerstandsdrama Armee im Schatten, für das er nüchtern-zweckmäßige Dekorationen entwarf. Wie kaum ein anderer Architekt seiner Zeit hat Meurisse in den 70er und 80er Jahren mit faktisch allen Spitzenregisseuren des französischen Unterhaltungsfilms zusammengearbeitet, darunter Marco Ferreri, Philippe de Broca, Yves Boisset, Gérard Oury, Yves Robert, Bertrand Blier und Claude Sautet. In Meurisses Filmbauten agierten nahezu sämtliche Topstars des heimischen Kinos jener Jahre, darunter Alain Delon, Jean-Paul Belmondo, Gérard Depardieu, Yves Montand, Pierre Richard, Louis de Funès und Patrick Dewaere.
Meurisse designte überwiegend die Filmbauten zu Komödien sowie zu harten Polizei- und Gangsterfilmen. Melancholisch-heitere Menschenporträts wie Yves Roberts Mach’s gut Nicolas und Claude Sautets Vincent, François, Paul und die anderen blieben Ausnahmen.

## Filmografie (Auswahl)
- 1969: Armee im Schatten (L’armée des ombres)
- 1969: Wenn Marie nur nicht so launisch wär’ (Les caprices de Marie)
- 1970: Vier im roten Kreis (Le cercle rouge)
- 1971: Kommando Cobra (Le saut de l’ange)
- 1971: Das Pariser Appartement (Time for Loving)
- 1971: Allein mit Giorgio (La cagna)
- 1972: Alfred, die Knallerbse (Les malheurs d’Alfred)
- 1972: Das Attentat (L’attentat)
- 1972: Der Chef (Un flic)
- 1972: Der Erbe (L’héritier)
- 1972: Der große Blonde mit dem schwarzen Schuh (Le grand blond avec une chaussure noire)
- 1973: Die Abenteuer des Rabbi Jacob (Les aventures de Rabbi Jacob)
- 1973: Mach’s gut, Nicolas (Salut l’artiste)
- 1974: Vincent, François, Paul und die anderen (Vincent, François, Paul … et les autres)
- 1974: Der große Blonde kehrt zurück (Le retour du grand blond)
- 1975: Flic Story – Duell in sechs Runden (Flic Story)
- 1975: Je t’aime (Je t’aime moi non plus)
- 1976: Die Gang (Le gang)
- 1977: Der Ankläger (L’imprécateur)
- 1977: Ein irrer Typ (L’animal)
- 1977: Der Querkopf (La zizanie)
- 1978: Je te tiens, tu me tiens par la barbichette
- 1979: Den Mörder trifft man am Buffet (Buffet froid)
- 1980: Der Regenschirmmörder (Le coup du parapluie)
- 1981: Ausgerechnet ihr Stiefvater (Beau-père)
- 1981: Rette deine Haut, Killer (Pour la peau d’un flic)
- 1982: Die verrückten 90 Minuten vor Christi Geburt (Deux heures moins le quart avant Jésus-Christ)
- 1982: Der Kämpfer (Le battant)
- 1983: Viva la sociale!
- 1985: Abendanzug (Tenue de soirée)
- 1986: Wer hat dem Rabbi den Koks geklaut? (Lévy et Goliath)
- 1988: Panther II – Eiskalt wie Feuer (Ne réveillez pas un flic qui dort)
- 1988: Zu schön für Dich (Trop belle pour toi)
- 1990: La femme fardée
- 1990: Dem Leben sei dank (Merci la vie)
- 1992: Eins, zwei, drei, Sonne (Un, deux, trois, soleil)